# Arturo Silvestri
Arturo Silvestri (14. červen 1921, Fossalta di Piave, Italské království – 13. říjen 2002, Pisa, Itálie) byl italský fotbalový obránce i trenér.
První fotbalové utkání odehrál ve třetiligovém klubu San Donà. V roce 1941 byl prodán do Fiorentiny, ale za fialky nikdy nehrál. Nejprve byl poslán hostování do Pontedery a v roce 1942 byl prodán do Pise. Až v roce 1947 po přestupu do Modeny odehrál první zápasy v nejvyšší lize. V Modeně odehrál tři roky a od sezony 1950/51 se stal hráčem AC Milán. Hned v první sezoně slavil titul. Za Rossoneri odehrál 158 utkání a poslední sezonu v klubu 1954/55 zakončil titulem. Kariéru zakončil v dresu a Verony v roce 1956.
Za reprezentaci odehrál 3 utkání.
Po fotbalové kariéře se stal trenérem. Začínal v Trevisu ve třetí lize. Poté pracoval s týmy Livorna a Cagliari (v roce 1961/62 získal postup do druhé ligy, v roce 1963/64 postup do nejvyšší ligy). Největší úspěch zaznamenal na lavičce Milána v sezoně 1966/67, když vyhrál domácí pohár. Trenérskou kariéru ukončil v roce 1974 na lavičce Janova.

## Hráčská statistika
| Sezóna  | Klub    | Liga    | Liga   | Liga | Ligové poháry | Ligové poháry | Ligové poháry | Kontinentální poháry | Kontinentální poháry | Kontinentální poháry | Celkem | Celkem |
| Sezóna  | Klub    | Soutěž  | Zápasy | Góly | Soutěž        | Zápasy        | Góly          | Soutěž               | Zápasy               | Góly                 | Zápasy | Góly   |
| ------- | ------- | ------- | ------ | ---- | ------------- | ------------- | ------------- | -------------------- | -------------------- | -------------------- | ------ | ------ |
| 1941/42 | Pisa    | Serie B | 21     | 1    | IP            | 2             | 0             | -                    | 0                    | 0                    | 23     | 1      |
| 1942/43 | Pisa    | Serie B | 31     | 0    | IP            | 1             | 0             | -                    | 0                    | 0                    | 32     | 0      |
| 1945/46 | Pisa    | Serie C | 25     | 0    | -             | 0             | 0             | -                    | 0                    | 0                    | 25     | 0      |
| 1946/47 | Pisa    | Serie B | 37     | 1    | -             | 0             | 0             | -                    | 0                    | 0                    | 37     | 1      |
| 1947/48 | Modena  | Serie A | 39     | 0    | -             | 0             | 0             | -                    | 0                    | 0                    | 39     | 0      |
| 1948/49 | Modena  | Serie A | 32     | 1    | -             | 0             | 0             | -                    | 0                    | 0                    | 32     | 1      |
| 1949/50 | Modena  | Serie B | 38     | 7    | -             | 0             | 0             | -                    | 0                    | 0                    | 38     | 7      |
| 1950/51 | Milán   | Serie A | 38     | 3    | -             | 0             | 0             | -                    | 0                    | 0                    | 38     | 3      |
| 1951/52 | Milán   | Serie A | 35     | 1    | -             | 0             | 0             | -                    | 0                    | 0                    | 35     | 1      |
| 1952/53 | Milán   | Serie A | 27     | 2    | -             | 0             | 0             | -                    | 0                    | 0                    | 27     | 2      |
| 1953/54 | Milán   | Serie A | 32     | 2    | -             | 0             | 0             | -                    | 0                    | 0                    | 32     | 2      |
| 1954/55 | Milán   | Serie A | 26     | 0    | -             | 0             | 0             | -                    | 0                    | 0                    | 26     | 0      |
| 1955/56 | Verona  | Serie B | 12     | 1    | -             | 0             | 0             | -                    | 0                    | 0                    | 12     | 1      |
| Celkově | Celkově | Celkově | 393    | 19   | -             | 3             | 0             | -                    | 0                    | 0!396                | 19     |        |

## Hráčské úspěchy

### Klubové
- 2× vítěz italské ligy (1950/51, 1954/55)

### Reprezentační
- 1× na MP (1948–1953)

## Trenérské úspěchy

### Klubové
- 1× vítěz 2. italské ligy (1972/73)
- 1× vítěz italského poháru (1966/67)

### Individuální
Nejlepší trenér italské ligy (1964/65)